# Вилла Альбани
Вилла Альбани, Вилла Альбани-Торлония (итал. La Villa Albani, La Villa Albani Torlonia) — историческая вилла, построенная в центре Рима на Виа Салария для кардинала Алессандро Альбани, известного коллекционера античной скульптуры. Главное здание было возведено недалеко от Порта Салария между 1747 и 1763 годами по проекту архитектора Карло Маркионни. Позднее приобретена семьёй Торлония.

## История

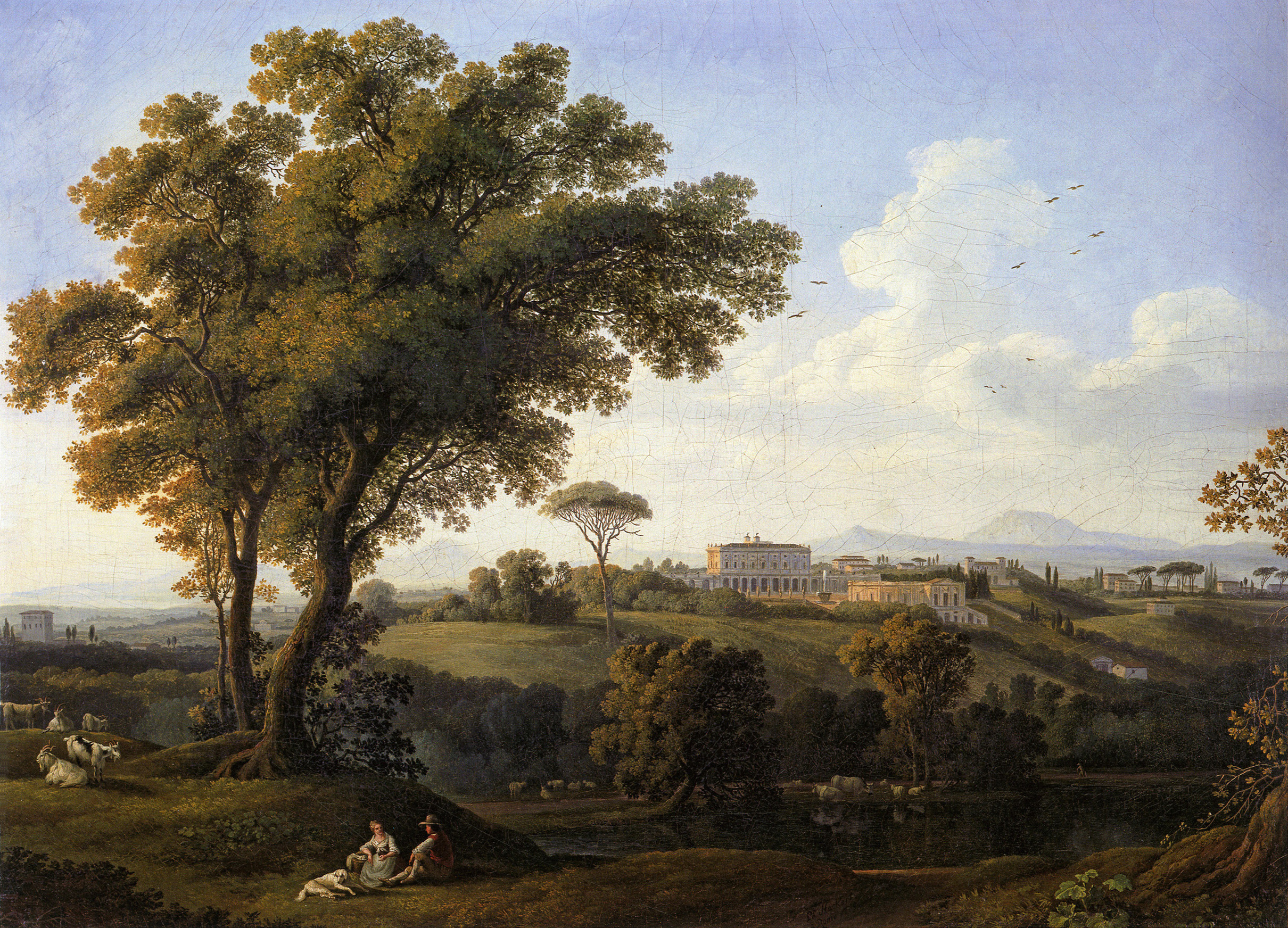
Я. Ф. Хаккерт. Вид на виллу Альбани в Риме. 1779. Холст, масло. Картинная галерея Дессау-Вёрлиц

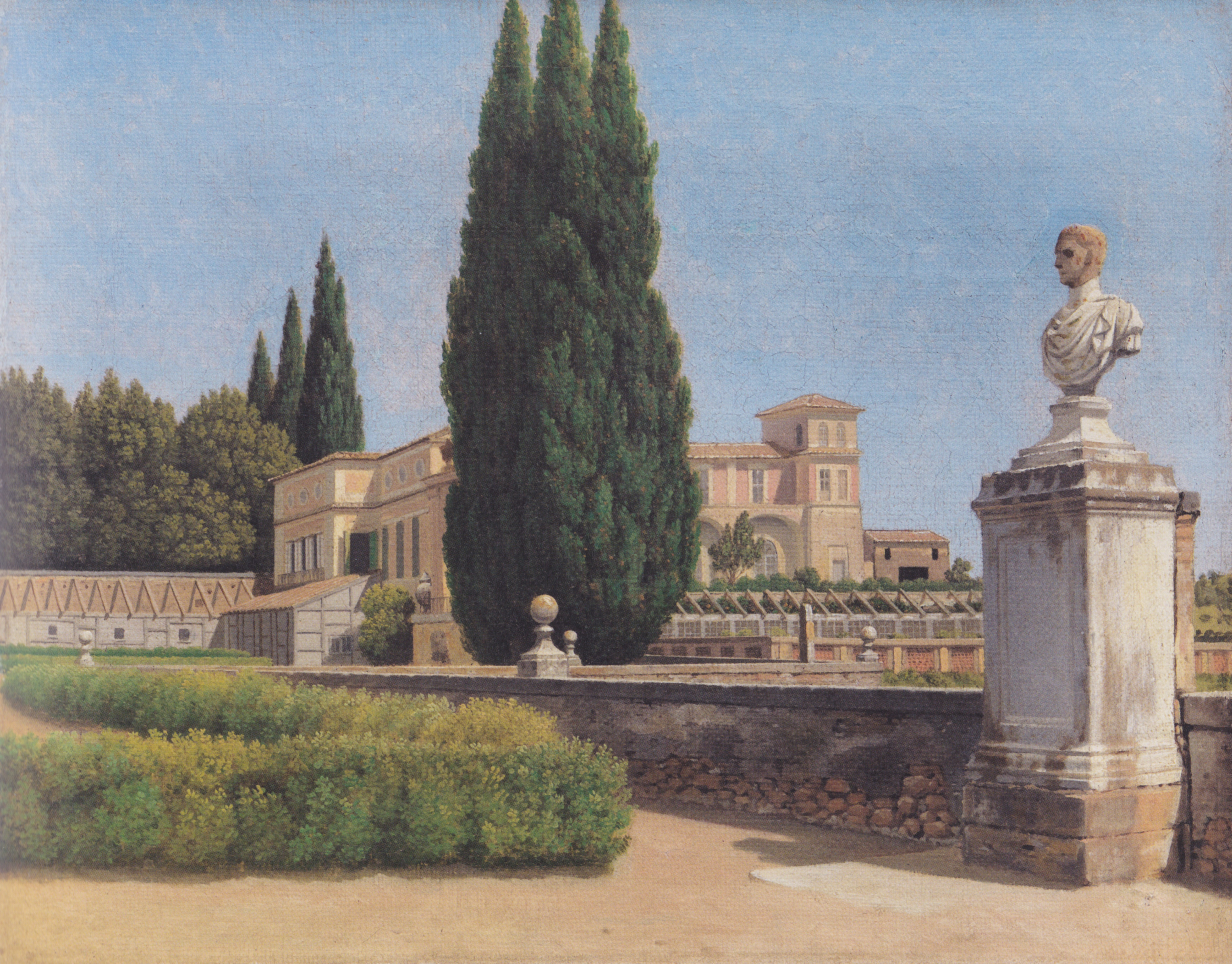
К. В. Эккерсберг. Вилла Альбани. Ок. 1815. Холст, масло. Национальная галерея, Копенгаген

Строительство виллы, запланированное в 1743 году, началось в 1747 году согласно проекту архитектора, рисовальщика и гравёра Джузеппе Вази и было завершено в 1763 году. Основной целью владельца было разместить интенсивно пополняемую коллекцию древностей и древнеримской скульптуры. До этого коллекция Алессандро Альбани располагалась в римском Палаццо Маттеи-Альбани-Дель Драго.
Вилла с её коллекциями, фонтанами, статуями, лестницами и фресками, а также садом в итальянском стиле, отражала особый «антикварный вкус», который сложился в Италии в середине XVIII века в рамках эстетики неоклассицизма. Настоящим руководителем работ был сам кардинал Альбани, первым помощником — его давний друг архитектор Карло Маркионни. Предполагается, что Маркионни вдохновлялся идеями и пользовался советами Иоганна Иоахима Винкельмана, который с 1759 года жил и работал на вилле Альбани. Винкельман был секретарём и библиотекарем кардинала, изучал собрание «антиков», составлял каталог коллекции и занимался её расширением за счет новых приобретений. Как он написал в письме в августе 1766 года, в процессе строительства кардинал следовал принципу P. Декарта «не оставлять пустого места».
На фасаде здания размещена латинская надпись: «Достославный Алессандро Альбани спроектировал и украсил [это здание] / Князь Алессандро Торлония восстановил его до лучшего вида» (Alexander Albani vir eminentissimus instruxit et ornavit / Alexander Torlonia vir Princeps in melius restituit").
В «Зале Антиноя» виллы находится знаменитый рельеф из виллы Адриана, в той же комнате имеется знаменитая фреска А. Р. Менгса «Парнас» (1761), которая стала своеобразным живописным манифестом зарождающегося неоклассического стиля. Друзьями и единомышленниками кардинала Альбани были Джованни Баттиста Нолли и Джованни Баттиста Пиранези.
Вилла оставалась собственностью семьи Альбани до первой половины XIX века, когда от последнего наследника она перешла к семье Альбани-Кастельбарко, у которой в 1866 году семья Торлония приобрела виллу и парк. В 1870 году на вилле был подписан исторический договор о ликвидации Папской области.

## Художественная коллекция
Задуманная как представительское здание, вилла в течение многих десятилетий была местом научных дискуссий и собраний, музыкальных концертов, танцев и костюмированных балов, организуемых для узкого круга аристократов и учёных-антикваров. Об этом свидетельствуют комнаты с высокими потолками, величественная лоджия с видом на сад в итальянском стиле, богатство обстановки, комнаты, отделанные полихромным мрамором, лепниной, украшенные гобеленами, картинами и, прежде всего, исключительной коллекцией греческих и римских скульптур. Вилла оставалась нетронутой даже после смерти кардинала. Произведения искусства, вывезенные во Францию в период наполеоновского правления (1797—1815) для Музея Наполеона в Париже (впоследствии Музей Лувра), были частично возвращены после 1815 года их законному владельцу, принцу Карло Альбани.
Однако некоторые произведения искусства из собрания Альбани так и не вернулись в Италию. Согласно каталогу, опубликованному в «Бюллетене Общества французского искусства» (Bulletin de la Société de dell’arte français) за 1936 год, не были возвращены картины К. Дольчи «Спаситель мира» и Б. Фазоло «Мадонна с Младенцем». Коллекция старинных монет и медалей кардинала Альбани была перемещена в Апостольскую библиотеку Ватикана, которой кардинал руководил с 1761 года. Античные скульптуры, рельефы, саркофаги, архитектурные детали были перенесены в другие места, но знаменитый барельеф Антиноя до сих пор сохраняется на вилле.
В картинной галерее представлены работы Николо Алунно, Перуджино, Герардо делле Нотти, Эрколе де Роберти, Луки Синьорелли, Антониса ван Дейка, Тинторетто, Риберы, Гверчино, Джулио Романо, Аннибале Карраччи, Марко д’Оджоно, Боргоньоне, Луки Джордано и многих других художников. Статуи, бюсты, барельефы, вазы, капители и колонны, тщательно подобранные, украшали не только интерьеры, но и сады, фонтаны, различные постройки, такие как Храм Дианы, Храм Кариатид, кофейня, темпьетто (позднее разрушен). Всё вместе представляет собой обширный архитектурный ансамбль.
У кардинала Алессандро Альбани была ещё одна вилла с парком в Анцио, строительство которой было завершено в феврале 1732 года, но в ней можно было жить только несколько недель в году из-за распространения в этом районе малярии.

## Некоторые произведения искусства из собрания Альбани

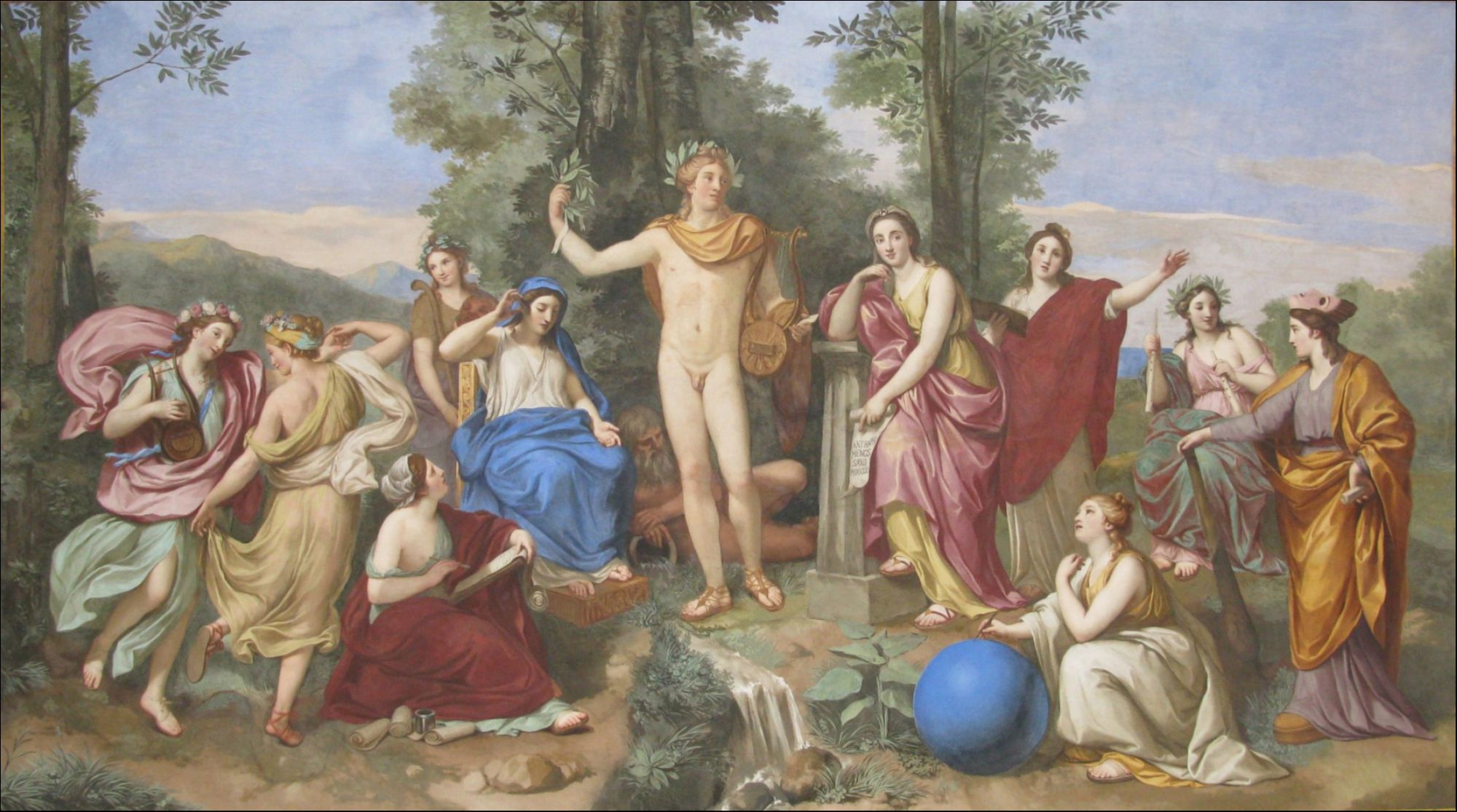
А. Р. Менгс. Парнас. 1761. Фреска. Галерея виллы Альбани-Торлония
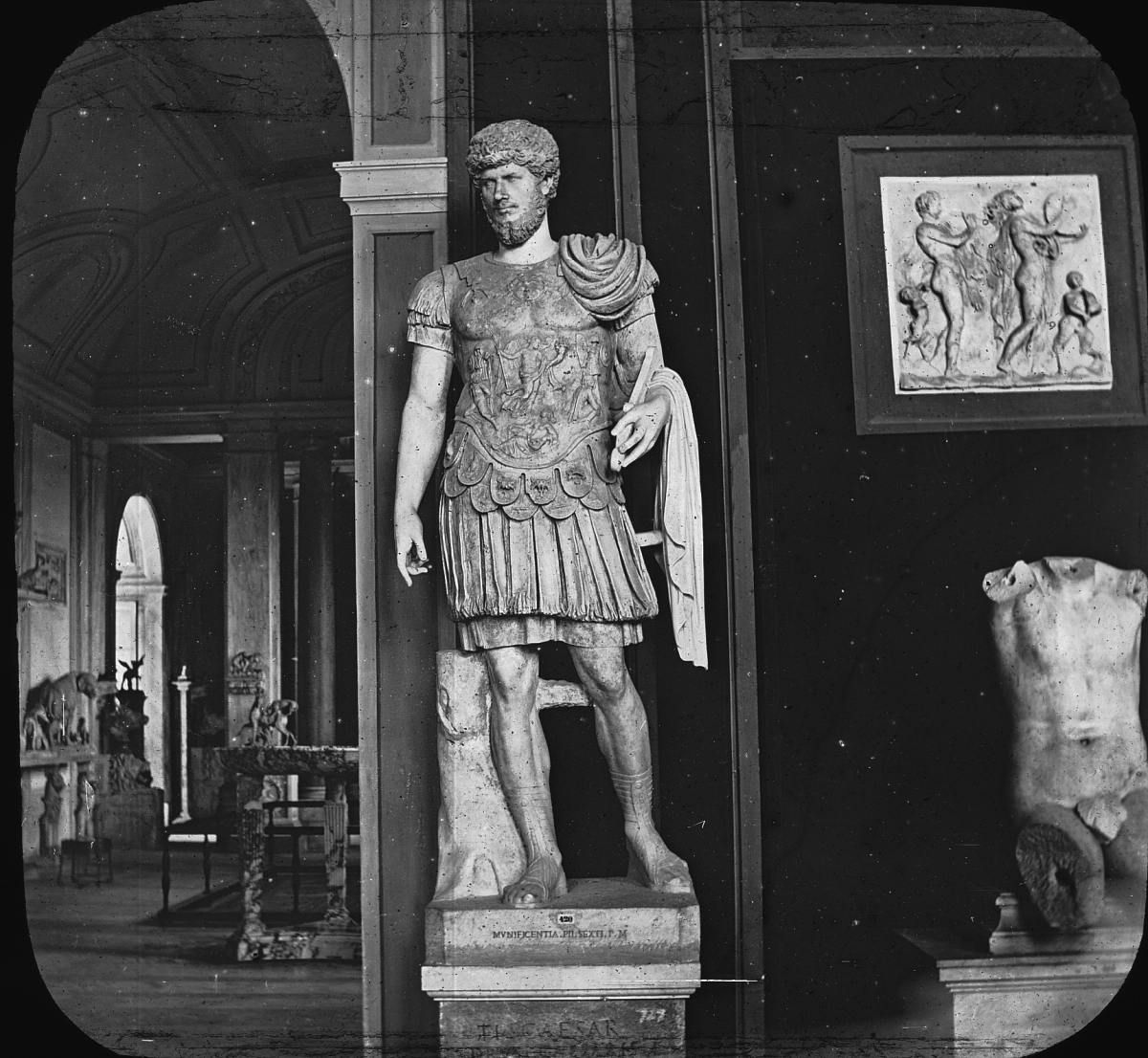
Статуя императора Луция Вера. Фотография до 1923 г.
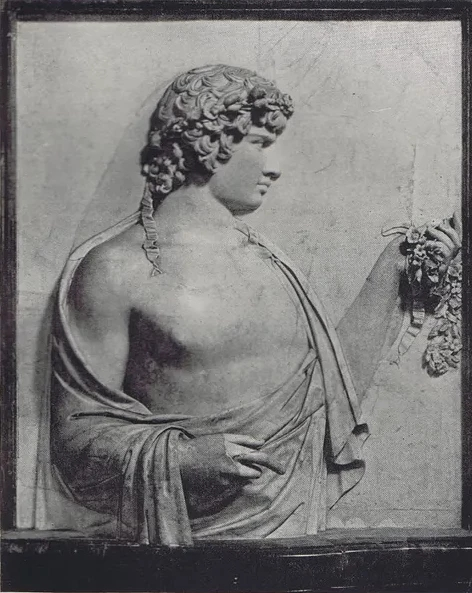
Антиной Альбани. 130-138 гг. н. э. Мрамор
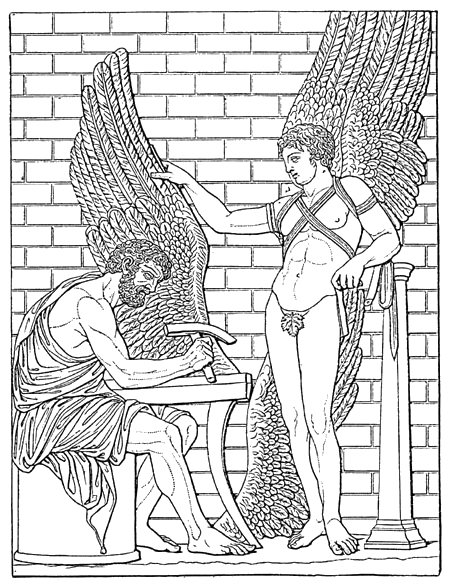
Дедал и Икар. Рельеф. Конец I в. н. э. Рисунок 1885 г.
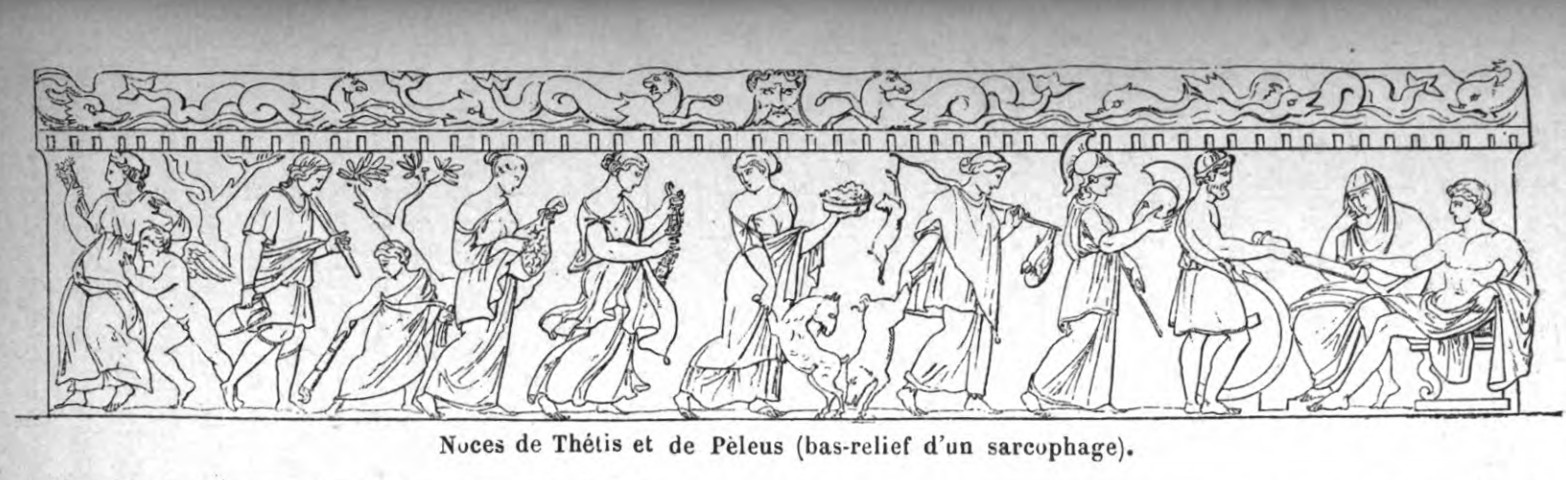
Свадьба Пелея и Фетиды. Рельеф саркофага. 120–130 гг. н. э. Рисунок 1886 г.
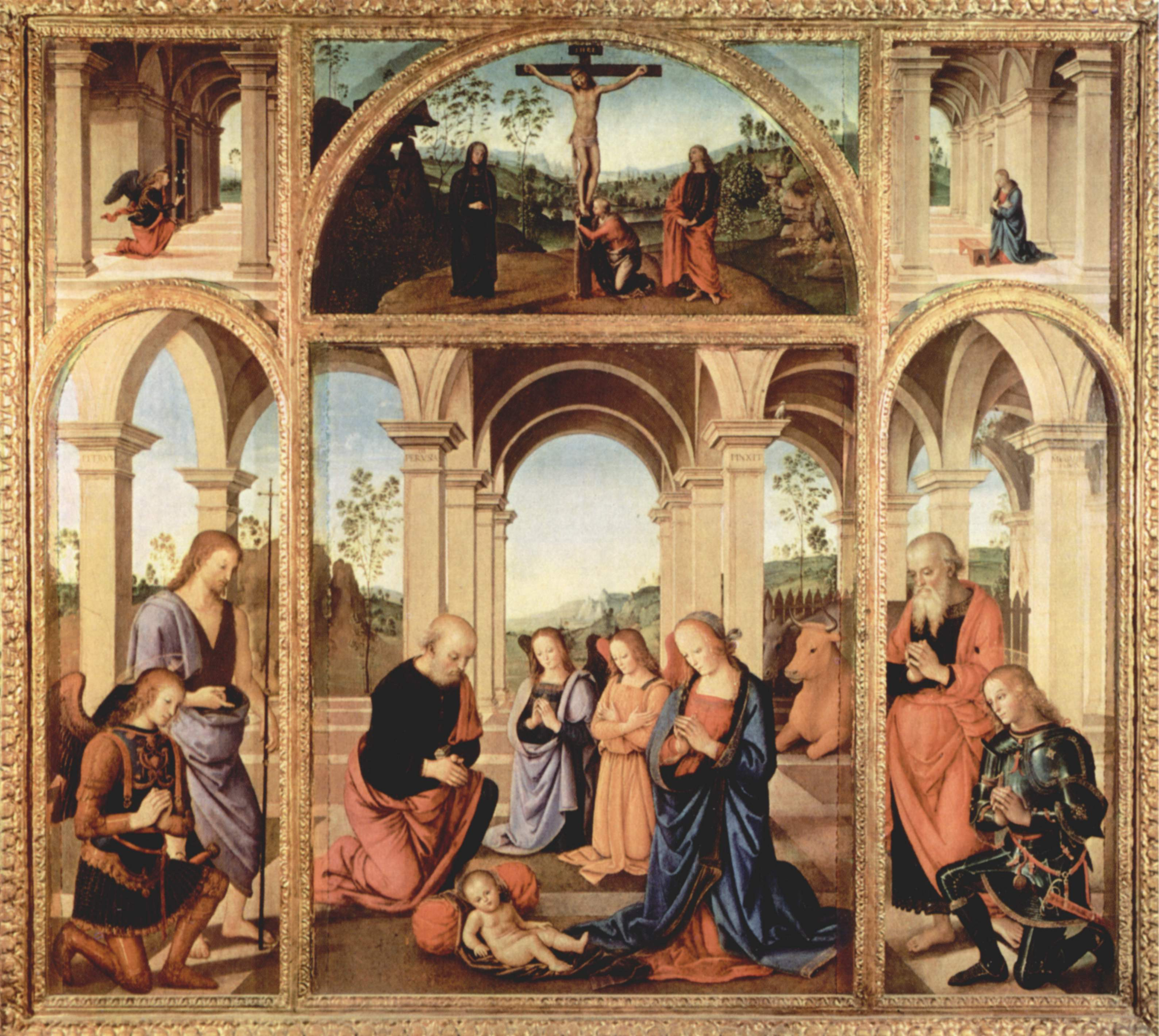
П. Перуджино. «Полиптих Альбани-Торлония». 1491. Дерево, темпера